# Ludwig Bergmann (Physiker)
Hans Franz Rudolf Ludwig Bergmann (* 15. Februar 1898 in Wetzlar; † 16. September 1959 in Heidelberg) war ein deutscher Physiker und Hochschullehrer.

## Leben und Wirken
Ludwig Bergmann wurde als Sohn eines Fabrikanten in Wetzlar geboren. Von Ostern 1904 bis Ostern 1907 besuchte er das Städtische Lyzeum in Wetzlar, dann das Humanistische Gymnasium. Ostern 1916 legte er in Wetzlar das Abitur ab und begann im Sommersemester das Studium der Physik und Mathematik an der Universität Gießen. Von April 1917 bis 15. Februar 1919 leistete er Heeresdienst, um dann sein Studium in Gießen fortzusetzen. 1921 wurde er dort zum Dr. phil. promoviert und anschließend Assistent am Physikalischen Institut. Vom 1. April 1923 bis zum 1. April 1925 war er Ingenieur bei Telefunken in Berlin.
Dann wechselte er als Assistent ans Physikalische Institut der Universität Marburg, wo er 1926 die Venia legendi im Fach Physik erhielt. 1927 ging er mit Clemens Schaefer an die Universität Breslau. Er wurde dort 1932 außerordentlicher Professor und war von 1939 bis 1945 ordentlicher Professor und Direktor des Physikalischen Instituts der Technischen Hochschule Breslau. Von 1940 bis 1945 war er zusätzlich Honorarprofessor an der Universität Breslau. 1949 wurde er Leiter der wissenschaftlichen Abteilung der Leitzwerke und 1950 Honorarprofessor der Universität Gießen.
Neben seiner Tätigkeit als Hochschulprofessor gab Bergmann zusammen mit Schaefer das mehrbändige Werk Experimentalphysik heraus, das seitdem mehrfach überarbeitet wurde und auch heute noch als Bergmann-Schaefer Lehrbuch der Experimentalphysik Standardwerk für Studierende der Physik ist. Darüber hinaus ist er Mitverfasser des 1942 erstmals erschienenen Werkes Grundaufgaben des physikalischen Praktikums, für das das Gleiche gilt, und der ersten Monographie über Ultraschall, die 1937   erschien und schon im folgenden Jahr in Übersetzung in den USA und England.
1935 wurde er mit dem Preis der Ladenburg-Stiftung ausgezeichnet und 1957 Mitglied der Deutschen Akademie der Naturforscher (Leopoldina).

## Werke (Auswahl)
- Messungen im Strahlungsfelde eines Hertzschen und eines Abrahamschen ungedämpften Erregers. In: Annalen der Physik. F. 4. Band 67, J. A. Barth, Leipzig 1922, S. 13–42, zugleich: Dissertation, Gießen 1922
- Der Ultraschall und seine Anwendung in Wissenschaft und Technik. VDI-Verlag, Berlin 1937
- mit Clemens Schaefer und Werner Kliefoth: Grundaufgaben des physikalischen Praktikums. Teubner, Leipzig und Berlin 1942; 6. Nachdruck der 5. Auflage, Teubner, Leipzig 1965

- mit Clemens Schaefer u. a.: Lehrbuch der Experimentalphysik. Walter de Gruyter, Berlin / New York
  - Band 1: Mechanik, Relativität, Wärme.
  - Band 2: Elektromagnetismus.
  - Band 3: Optik. Wellen- und Teilchenoptik.
  - Band 4: Bestandteile der Materie. Atome, Moleküle, Atomkerne, Elementarteilchen.
  - Band 5: Gase, Nanosysteme, Flüssigkeiten.
  - Band 6: Festkörper.
  - Band 7: Erde und Planeten.
  - Band 8: Sterne und Weltraum. Grundlagen der Astronomie, terrestrische Observatorien. Materie, Galaxien, Kosmologie.